# Cerro Catedral (Uruguay)
El Cerro Catedral o Cerro Cordillera, como también se lo denomina, es el punto más alto de la República Oriental del Uruguay, con 513,66 m s. n. m. Se encuentra ubicado al norte del departamento de Maldonado, en el municipio de Aiguá, y pertenece a la llamada Sierra Carapé, que constituye uno de los ramales de la Cuchilla Grande. 
El cerro está ubicado cerca de un camino de tierra denominado Camino al Cerro Catedral, próximo a las rutas 109 y 39, desde el cual es fácilmente accesible a pie.
Su nombre proviene de las curiosas formas de las elevaciones rocosas próximas a su cima, que son muy características en algunas zonas del sur del país.

## Historia
Hasta 1973 se pensaba que el Cerro de las Ánimas, con sus 501 m s. n. m., era la mayor altura del país. Sin embargo, ese mismo año, un grupo de científicos del Instituto Geográfico Militar uruguayo pudo detectar que el Cerro Catedral era unos metros más alto, cambiando los registros que se mantenían hasta el momento. Desde entonces, se ve coronado por un marco geodésico en su punto exacto a mayor altura.
Desde 2014 el paisaje en torno al cerro ha sido modificado producto de la instalación del parque eólico de la Sierra de Carapé, que comenzó a funcionar a fines de 2015 con una potencia instalada total de 90 MW. Incluso, algunos aerogeneradores superan en altura relativa a la cima del cerro.
El desarrollo energético trajo consigo mejoras en el estado de los caminos departamentales de la zona y en la Ruta 109.

## Geografía

### Ubicación y geología

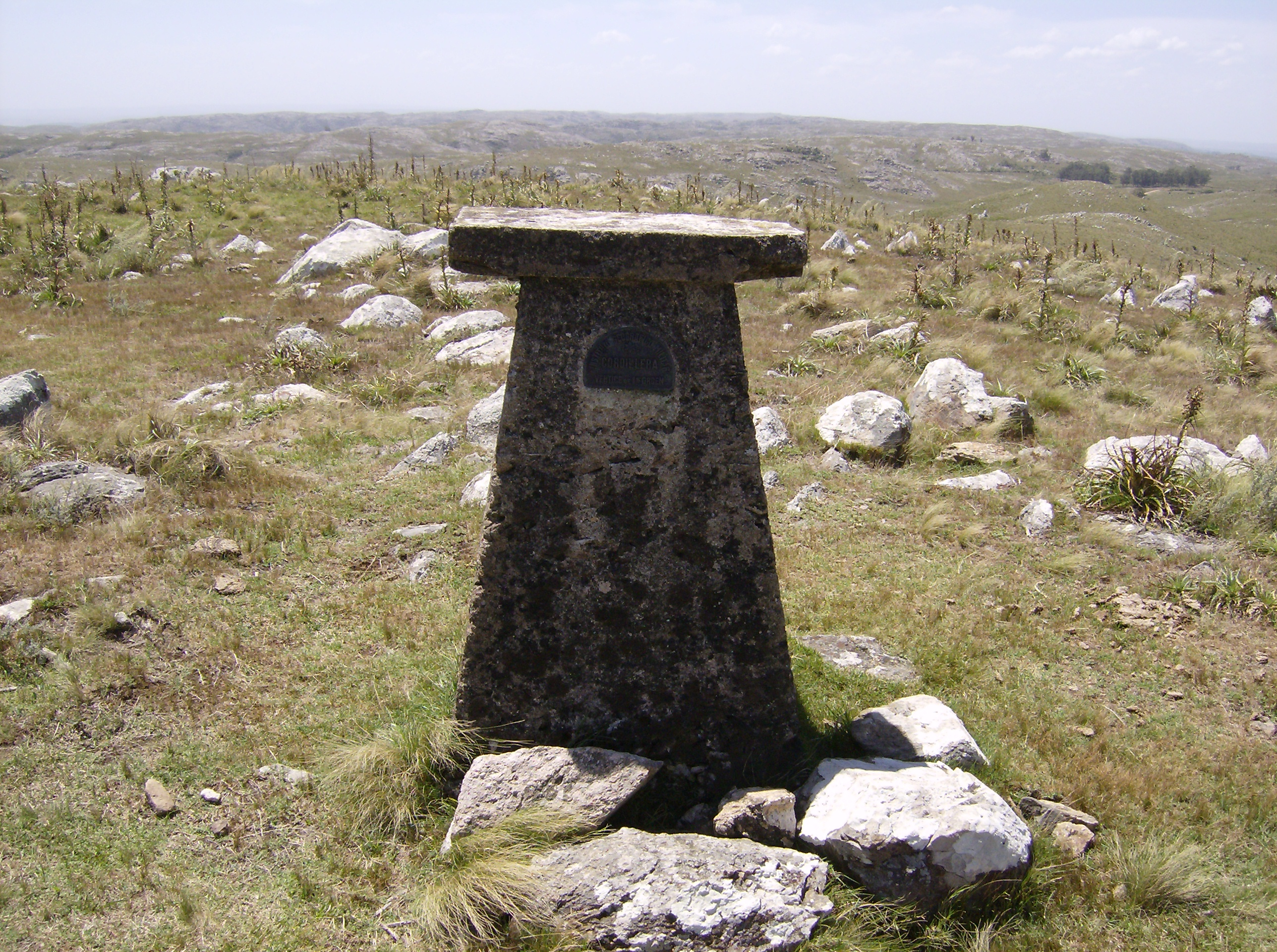
Un mojón - marco geodésico que indica la cumbre.

La Sierra Carapé, formada en el período Precámbrico, cruza el departamento de Maldonado de oeste a este y entra en el departamento de Rocha. Ella constituye la frontera entre los departamentos de Lavalleja y Maldonado. El Cerro Catedral, o Cerro Cordillera, está ubicado en la región de Las Cañas, en la 8ª Sección Judicial y en la 9.ª Sección Policial del Departamento de Maldonado. En las cercanías del Cerro nacen el arroyo José Ignacio, que corre de norte a sur, y el arroyo Coronilla que, en dirección noroeste, desagua en Aiguá.
El cerro está ubicado en el área de la Sierra cuya formación es principalmente granítica y gnéisica.
Pese a su altura, el cerro no es fácilmente distinguible desde la distancia, incluso en el entorno próximo.

### Vegetación
En las partes más altas del cerro Catedral la vegetación leñosa prácticamente no existe, con la ocurrencia ocasional de un arbusto llamado murta entre las rocas. Por encima de los 400 m s. n. m. dominan las gramíneas duras, hierbas xerófilas, carqueja crespa y marcela.

### Clima
El clima en esta localidad es subtropical húmedo o templado oceánico, representado por la clasificación climática de Köppen como Cfb, con veranos suaves e inviernos relativamente fríos, con heladas frecuentes. Los vientos fuertes son constantes y las lluvias están distribuidas regularmente a lo largo del año. La nieve no es un fenómeno común.